# Pascual Iranzo i Oliete
Pascual Iranzo i Oliete (Barcelona, 1930 - Barcelona?, 6 de setembre de 2022) va ser un perruquer català.
Va néixer al carrer Diputació, 10-primer pis de Barcelona fill de Pascual Iranzo i Carmen Oliete. A finals dels anys 1940 va rebre la perruqueria del seu pare, oberta el 1924. Amb 17 anys marxà a París, on el 1959 va guanyar el Festival Internacional de París "La Rose d'Or". Va tornar el 1960 i va obrir una nova perruqueria al carrer Tuset de Barcelona, on ensenya la tècnica de tallar el pèl a navalla. Posteriorment va posar a la venda tota una gamma de productes de perruqueria, ha editat llibres i articles, ha organitzat cursos i conferències. El 1998 va rebre la Creu de Sant Jordi.

## Obres
- Nueva visión de la Peluquería Masculina (1961)
- Un Ser que se peina (1974)
- Estudio Psicoestético de la elegancia personal (1975)
- Introducción a la coquetería de los líderes (1976)
- El erotismo y los líderes políticos (1978)
- No hay peluquería moderna posible sin la psicoestética (1980)
- Más allá de la elegancia trivial (1982)
- Psicoestética de la elegancia personal (1984)
- Hacia la seducción (1993)
- Masculino singular: el hombre un negocio desatendido. (1996)
- Hombres clónicos u hombres singulares (1997)